# Anielówka (obwód tarnopolski)
Anielówka (ukr. Ангелівка, w l. 1945–1990 Wesniane, Весня́не) – wieś na Ukrainie w rejonie czortkowskim należącym do obwodu tarnopolskiego.
Dobra tabularne Karola Bubera, położone w 1905 roku w powiecie zaleszczyckim Królestwa Galicji i Lodomerii.